# Jakub Snopkowski
Jakub Snopkowski herbu Rawicz (zm. po 18 listopada 1605 roku) – wojski chełmski w latach 1566–1602.
Poseł województwa ruskiego na sejm koronacyjny 1576 roku.